# Zone
Zone – miejscowość i gmina we Włoszech, w regionie Lombardia, w prowincji Brescia.
Według danych na rok 2004 gminę zamieszkuje 1145 osób, 60,3 os./km².